# 芦田均
蘆田均（1887年7月15日—1959年6月20日）是日本一名外交官及政治家。

## 生平
畢業自東京帝國大學（現東京大學）法學博士班的蘆田，曾任眾議院議員（11屆）、厚生大臣（第14任）、外務大臣（第76、77任）及內閣總理大臣（第47任）。
蘆田在任首相時制訂了多條重要基本法，包括國家行政組織法、建設省設置法、海上保安廳法、地方財政法、檢察審査會法、輕犯罪法、警察官職務執行法、經濟調査廳法等。但最終因昭和電工事件重創內閣，只在任7個月而被逼辭職。由於貢獻良多但沒有利用職權獲得利益的跡象，因此被評為「戰後最影薄總理大臣」 。

## 外部連結
- 福知山市蘆田均記念館 （页面存档备份，存于）（日語）

| 官衔              | 官衔                                         | 官衔                  |
| ----------------- | -------------------------------------------- | --------------------- |
| 前任： 片山哲     | 日本內閣總理大臣 第47任：1948年              | 繼任： 吉田茂         |
| 前任： 幣原喜重郎 | 國務大臣（副總理） 1947年－1948年            | 繼任： 西尾末廣       |
| 前任： 吉田茂     | 日本外務大臣 第76、77代：1947年－1948年      | 繼任： 吉田茂         |
| 前任： 松村謙三   | 日本厚生大臣 第14代：1945年－1946年          | 繼任： 河合良成       |
| 政党职务          |                                              |                       |
| 前任： 創黨       | 日本民主黨最高委員 第1代：1954年－1955年     | 繼任： 加入自由民主黨 |
| 前任： 創黨       | 民主黨總裁 第1代：1945年－1946年             | 繼任： 犬養健         |
| 前任： 星島二郎   | 日本自由黨政務調查會長 第4代：1946年－1947年 | 繼任： 大村清一       |